# Pillarbox

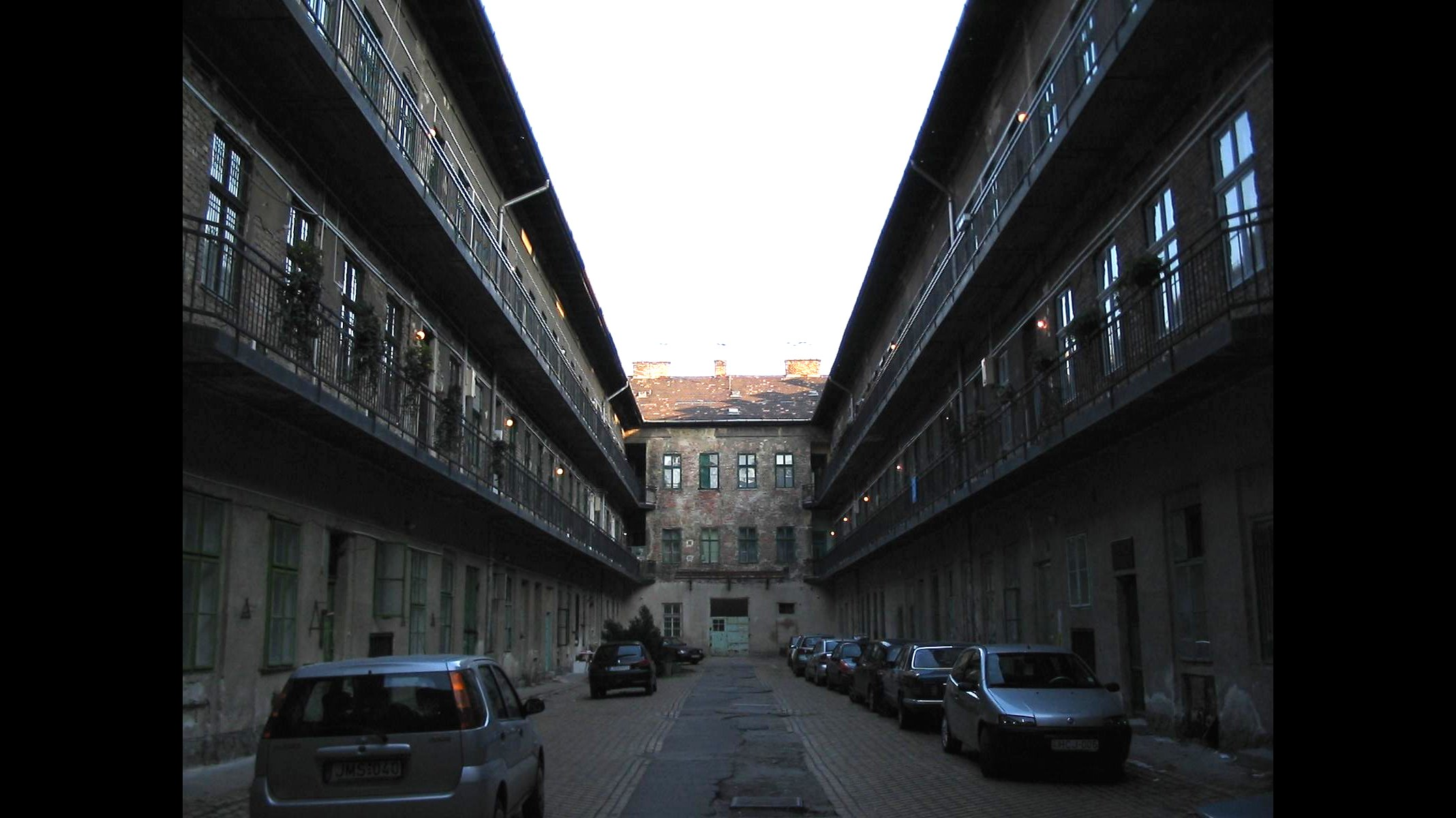

Pillarbox — ефект, що виникає, коли зображення має більше співвідношення висоти до ширини, ніж екран, де воно відображається. Полягає в додаванні вертикальних чорних смуг з лівого і правого боку. Pillarbox виникає в основному на дисплеях із співвідношенням сторін 16:9 при відтворенні відео 4:3.